# Підгірки (район Калуша)
Підгірки — один з районів малоповерхової садибної забудови Калуша. До 1972 року — приміське село, підпорядковане міській раді.

## Розташування
На півночі межує з районом міста Височанка і лісовим масивом, на сході — з селом Студінка, на півдні — з селом Вістова (через річку Лімниця), на заході — з центральною частиною міста і його районами Загір′я і Хотінь. Через Підгірки протікає річка Млинівка, яка у Середньому Бабині живить стави і впадає у Лімницю, а самі Підгірки регулярно потерпають від її розливів.

## Археологія
У 1936 р. Ярослав Пастернак виявив 7 курганів комарівської культури (XV‒XII ст. до Р. Х.).

## Історія

### Давні часи
Вперше Підгірки як населений пункт згадуються в письмових джерелах в 1408 році. Відсутність документів часів Галицького князівства не дозволяє заперечити існування села й раніше за цю дату.
Перші хати в поселенні стояли в центрі сучасних Підгірок недалеко від храму Стрітеня Господнього.
В 1435 Підгірки згадуються у письмових документах галицьких гродських книг. Запис зроблений латинською мовою. З нього ми дізнаємось про судову справу між двома шляхтичами — Лясотою і Генриком із Пашковець за дорогу, що вела від Підгірок до причалу човнів на р. Лімниці.
У люстрації 1469 року: Бабин і Підгірки зобов'язуються постійно утримувати за тевтонським правом 6 арбалетників або лучників.
З появою у середині XV століття в Підгірках панського фільварку із 1458 по 1634 рік село було власністю шляхетської родини Ходечів.
В 1482 році недалеко від села був заснований монастир о.о. Василіян.
У 1524, 1590, 1594, 1617 і 1620 роках Підгірки були спалені під час нападів татар.
Спеціальним декретом Варшавського сейму Речі Посполитої від 1552 року Підгірки разом з іншими навколишніми поселеннями перейшли у відання щойно утвореного Калуського староства.
Протягом 1634—1648 років власниками Підгірок були польські пани Яблонські. У вересні 1648 року жителі Підгірок взяли участь у народному повстанні над керівництвом Івана Коритка (Грабівського). Штурмом узято і спалено підгорецький замок на горі Замочок, а його власницю дідичку Яблонську вбито. Того ж дня спалено підгорецький маєток шляхтича О. Скулімовського. Після того жителі Підгірок пішли на штурм хотінського замку Олександра Самоеля Бидловського. Проте після відходу на схід військ Хмельницького перевага сил на боці поляків дала їм можливість жорстоко розправитися з повстанцями, зокрема страчено п'ятеро жителів Підгірок.
В результаті розгрому татарського чамбулу під Петранкою 14 жовтня 1672 року багато жителів села допомагали війську Яну Собеського у виловленні та розгромі решток орди Хачі Гірая після їх втечі на околиці Підгірок, за що отримали шляхетські звання.
У 1750 році в селі освячено церкву Чесного і Животворящого Христа, що проіснувала до кінця XIX століття.

### У складі Австро-Угорщини
Наприкінці XIX ст. у селі діяли гуральня і цегельня.
15 лютого 1899 року в селі освячено новий храм.
У 1903 році Іван Франко купив у селі хату для свого брата Онуфрія, в якій неодноразово після того бував (нині— музей).
У 1906 році за сприяння Івана Куровця заснована філія товариства «Просвіта».

### Польська окупація
Жителі Підгірок Капець Андрій, Капець Михайло, Капець Павло, Когут Захар, Смольський Іван, Хандрицький Іван і Ягенчук Олексій воювали в рядах УСС і УГА. Після окупації поляками Галичини підгірчани переключили енергію на культурну ниву. Вже 1921 року постав аматорський гурток під орудою Г. Смольського, а наступного — товариство «Будучність». В 1926 році засновано чоловічий хор (керівник — П. Капець). При читальні «Просвіта» працювали духовий оркестр, Пласт, Союз українок, «Луг», команда копаного м'яча і просвітницькі гуртки. Побудовані: нове приміщення школи (1925—1929), читальні «Просвіта», зведено і перекрито Народний дім (1936—1939). До 1934 р. село було окремою гміною (самоврядною громадою), далі — увійшло у склад укрупненої гміни Підмихайля, там же знаходився постерунок (відділок) поліції.
В 1930-х роках діяв осередок ОУН (Михайло Ворона, Василь Смольський, Петро Мисюра, Григорій Боднарук, Андрій Стадник, пізніше долучились молоді Іван Франко, Іван Магас, Володимир Бурак, Олекса Івасів, Дмитро Шищук), у 1938—1939 роках Михайло Ворона відбував ув'язнення в концтаборі Береза Картузька за політичні переконання.
У 1939 році в селі проживало 2010 осіб (1700 українців, 255 поляків, 40 латинників і 15 євреїв).

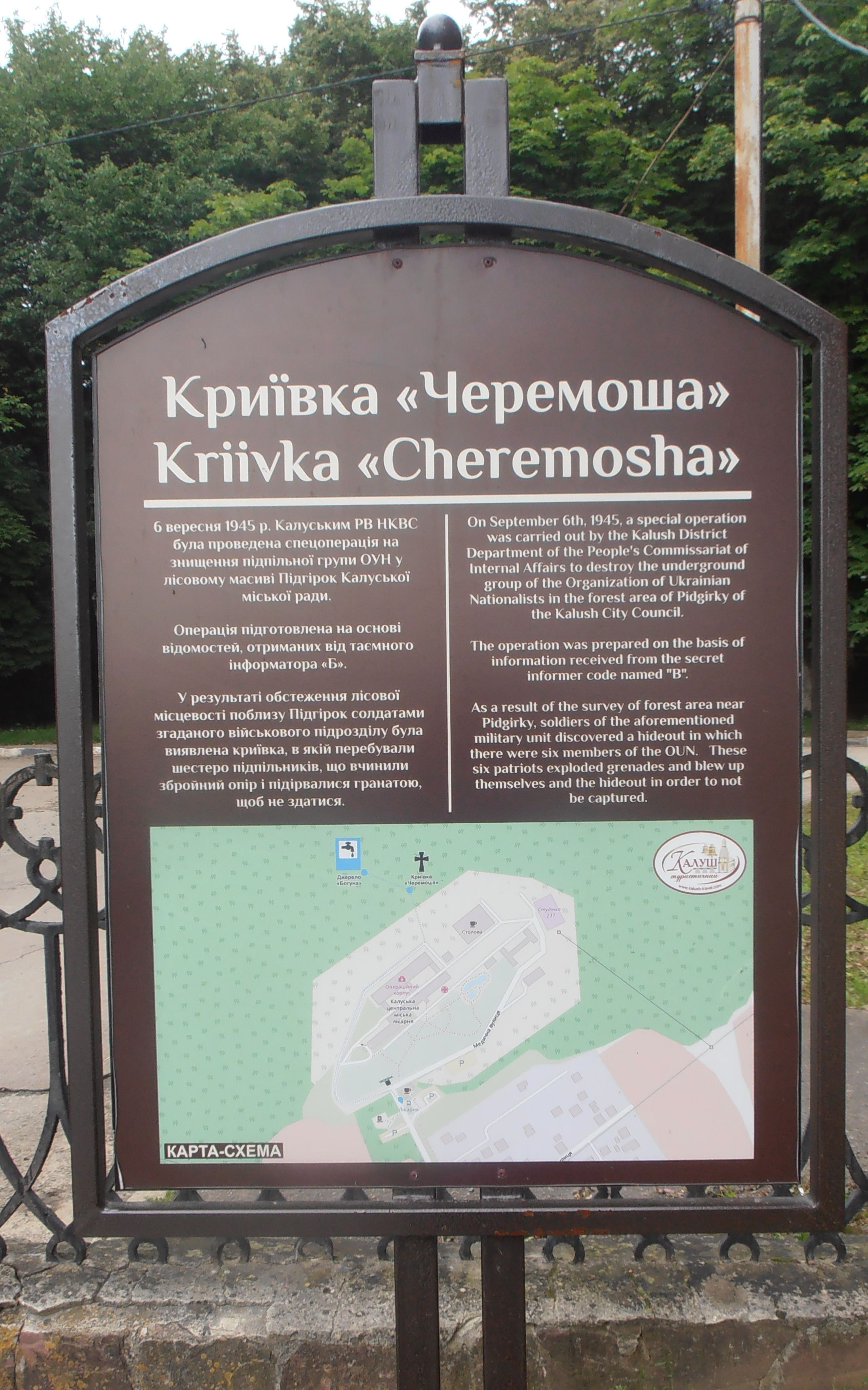
Інформаційна дошка криївки

### Воєнні часи
З початком Другої світової війни десятки жителів Підгірок мобілізовано у польську армію і потрапили в німецький полон. У 1940 році організували в селі колгосп (щез наступного року разом із радянською владою), людей насильно депортували на Сибір, розстрілювали запідозрених у належності до ОУН. Насильно мобілізували жителів села в Червону армію в 1941 і 1944 роках. Поросла лісом височина над відкритою долиною Лімниці стала зручною природною лінією оборони німецьких військ та фатальною для радянських. За роки Другої світової війни спалено 12 хат і вбито 14 жителів, німецькі окупанти полювали на українське підпілля. Після приходу Червоної армії почалась насильна мобілізація. Натомість підгірчани добровільно йшли в УПА і віддавали життя за свободу. В січні 1946 р. для боротьби з УПА в кожному селі був розміщений гарнізон НКВД, в Підгірках — з 60 осіб (на допомогу готові були 1300 в Калуші). Важкого удару підпіллю завдав у 1948 році тодішній районний провідник Михайло Магас (псевдо — «Остапенко»), який перейшов на службу в МДБ і за його допомогою зліквідована районна боївка з 13 осіб, майже 100 підпільників заарештовано. Сьогодні в Підгірках свято бережуть пам'ять про героїв.

### Повоєнний час
27 грудня 1948 року рішенням Калуського райвиконкому № 6 відновлено в селі колгосп та названо його іменем Франка.
Кампанія 1951 року проти неугодних священиків торкнулась і місцевого пароха Тимківа І. В., в якого комуністична влада відібрала господарські будівлі та землю.
Рішенням облвиконкому 13.11.1964 Підгірки включені до складу Калуша у статусі робітничого селища.
З 1972 року Підгірки втрачають статус селища і входять до складу міста Калуша, хоча землі далі використовувались колгоспом імені Івана Франка (правління в селі Студінка).
У 80-х роках збудували завод Нафтобурмаш (пізніше — Карпатнафтомаш). У 1984 році відкрили лікарню в/о Хлорвініл (пізніше — міська лікарня, зараз — ЦРЛ) і при в'їзді до лікарні збудували «меморіальний комплекс радянських медсестер Надії Гусєвої та Надії Клюєвої». Через 40 років при ексгумації для перепоховання виявилось, що ніякого поховання тут не було.
З початком горбачовської перебудови жителі Підгірок активно включилися в боротьбу за відновлення церкви та здобуття незалежності, створили наймасовіший та найорганізованіший у місті осередок Руху, висуванці цього осередку незмінно здобувають перемогу на виборах до міської ради.
Наприкінці XX ст. припинили діяльність розміщені в Підгірках цегельний завод, сільгосптехніка, бійня, завод Карпатнафтомаш, закрили тублікарню.

### Церква
15 лютого 1899 року в селі освячено новий храм.
Після окупації Радянським Союзом у 1939 році закрита церква (священик Лев Ліщинський зник безслідно), яка відновила діяльність після приходу німців у 1941 році. Нові окупанти в 1943 році забрали з дзвіниці 4 дзвони (одного селяни сховали і після вигнання німців повернули на місце). В ході хрущовської кампанії рішенням № 37 районної ради 16.02.1962 церкву закрили. У 1978 році івано-франківський єпископ Йосип дозволив відновити богослужіння, але комуністична влада протидіяла — штрафувала і намагалася ув'язнити дяка Олексу Будзана, штрафувала інших вірян. А 27 червня 1985 року міський комітет компартії разом із міліцією напали на церкву, побили селян, виламали двері, поламали іконостас, престол, образи, вивезли їх на склад у Болохів, а розписи стін церкви замалювали темно-зеленою фарбою. Погром і закриття церкви комуністи пояснювали створенням музею, якого й не збиралися створювати. Але настав час перебудови і вже через 4 роки комуністична влада змушена була дати дозвіл на відновлення церкви. Тепер церква є пам'яткою архітектури місцевого (обласного) значення № 602.

## Сучасність
Район малоповерхової садибної забудови.
Включає вулиці Богомольця, Бортнянського, Братів Козаків, Височана, Вороного, Любомира Гузара (колишня Врубеля), Героїчна, Грабівського, Данила Галицького, Дрогобича, Заньковецької, Зелена, Івано-Франківська, Кобринської, Коперника, Косарчина, Куліша, Кульчицької, Куриласа, Куровця, Львівська, Мартовича, Медична, Мечникова, Могильницького, Новацька, Петлюри, Підгорецька, провулок Лісний, Проектна, родини Стебельських, Романенка, Садова, Саксаганського, Смольського, Сосюри, Старицького, Стрілецька, Тарнавського, Тиха, Тичини, Яворницького, Яворського.
Наявний ряд виробництв: Кахелина, Калуський комбінат хлібопродуктів, автопідприємство і кузня (на території колишньої райсільгосптехніки), Кондитерська компанія «ДЕЙ-СОН Логіст Продакшн Компані» (на території колишнього Карпатнафтомашу), майстерня виробів з нержавійки, СТО.
Церква УГКЦ Стрітення Господнього, 1898 року побудови.
Калуська ЦРЛ.
Загальноосвітня школа І-ІІ ст. № 8, 14 жовтня 2019 року на фасаді школи відкрили меморіальну дошку Богдану Гавриліву.
Калуська спеціальна загальноосвітня школа-інтернат І-III ст. № 1.
Будинок культури ім. Могильницького.
Музей-садиба родини Івана Франка.
Поштове відділення.
Традиційно є окремим виборчим округом та виборчою дільницею, окремою лікарською дільницею міської поліклініки.
Транспорт: автобусні маршрути 6 і 6а.

## Уродженці
- Антін Могильницький (1811—1873) — український письменник, громадський і політичний діяч, греко-католицький священник.
- Григорій Смольський (1893—1985) — український художник, громадський діяч, краєзнавець.
- Оксана Франко (1939—2021) — український історик, етнолог, архівіст, педагог, громадський діяч, доктор історичних наук, професор; онука Онуфрія Франка, брата Івана Франка.

## Пов'язані
- Ярослав-Дмитро Вітовський «Зміюка» (1919-1947) — син Дмитра Вітовського, командир 24 (дрогобицького) територіального відтинку УПА[43][44].
- Гаврилів Богдан Миронович (1999—2019) — солдат Збройних сил України, учасник російсько-української війни.[45]
- Іван Андрійович Кримський (*1.07.1949 — †26.11.2020 — керівник хору «Прометей» протягом 40 років.[46][47]